# Municipio de Solís de Mataojo
El municipio de Solís de Mataojo es uno de los municipios del departamento de Lavalleja, Uruguay. Tiene su sede en la localidad homónima.

## Ubicación
El municipio se encuentra localizado en la zona sur del departamento de Lavalleja.

## Historia
De acuerdo a la Ley N.º 18567 del año 2009 de Descentralización Política y Participación Ciudadana, en 2010 se instalarían municipios en todas aquellas localidades con una población mayor a los 5000 habitantes, y en aquellos departamentos en los cuales no se llegara a la cantidad de dos municipios, se crearía un municipio en la localidad que le siguiera en números de habitantes a la primera (sin tomar en cuenta la capital departamental), por lo que así, correspondía a la localidad de Solís de Mataojo su municipio. A principios de 2010, la Intendencia de Lavalleja remitió el mensaje correspondiente a la Oficina de Planeamiento y Presupuesto (OPP), definiendo la creación de este municipio. Sin embargo los plazos reglamentarios dispuestos por la Ley para que la intendencia nominara y la Junta Departamental aprobara las circunscripciones electorales no fueron  cumplidos, así como tampoco fue cumplido el plazo de publicación en el Diario Oficial. Al no cumplirse con estos plazos, el Poder Ejecutivo definió los municipios en el departamento de Lavalleja a través de la Ley N.º 18653 del 15 de marzo de 2010, creando el municipio de Solís de Mataojo en el departamento de Lavalleja. A dicho municipio le fue adjudicada la circunscripción electoral SCC de ese departamento.

## Autoridades
La autoridad del municipio es el Concejo Municipal, compuesto por el Alcalde y cuatro Concejales.
Alcaldes según período:
| Nº | Alcalde                  | Partido             | Inicio del mandato      | Fin del mandato         | Observaciones       | Concejales                                                                          |
| -- | ------------------------ | ------------------- | ----------------------- | ----------------------- | ------------------- | ----------------------------------------------------------------------------------- |
| 1  | Jorge Fernández          | Partido Nacional PN | 9 de julio de 2010      | julio de 2015           | Alcalde elegido     |                                                                                     |
| 2  | Verónica Machado Pereira | Partido Nacional PN | julio de 2015           | 26 de noviembre de 2020 | Alcaldesa elegida   | Sergio Carpellino (PN) Alejandra Pereira (PN) Jorge Ferreira (FA) Danilo Pérez (FA) |
| 3  | Verónica Machado Pereira | Partido Nacional PN | 27 de noviembre de 2020 | 2025                    | Alcaldesa reelegida | Néstor Yelos (PN) Carlos Corbo (PN) Jorge Fernández (PN) Fernando Larrosa (FA)      |